# Тарасовка (Царичанский район)
Тарасовка (укр. Тарасівка) — село,
Царичанский поселковый совет,
Царичанский район,
Днепропетровская область,
Украина.
Код КОАТУУ — 1225655107. Население по переписи 2001 года составляло 58 человек .

## Географическое положение
Село Тарасовка находится на расстоянии в 0,5 км от сёл Дубовое и Селяновка.
Рядом проходит автомобильная дорога Т-0441.